# Гофт, Ян ван
Ян ван Гофт (нидерл. Jan van Hooft; ? — 6 марта 1726;, в России был более известен как Ян Фангофт) — шаутбенахт (контр-адмирал) российского флота, флагман.

## Биография
По данным Я. Дена, был выходцем из Брабанта.
Принят в русскую морскую службу в 1703 году в звании капитана и с жалованием в 25 рублей. С 1 февраля 1704 по 1711 год заведовал экипажескими делами в Воронеже. 8 июня 1711 года возвращён на флот. В 1713 году командовал бомбардирским кораблём. В этом же году командовал под Выборгом 7 военными и всеми провиантскими судами.
В 1714 году, командуя линейным кораблём «Святой Антоний», находился вместе с котлинской эскадрой в плавании у Ревеля. В следующем году, командуя тем же кораблём, вновь ходил с флотом до Ревеля.
3 декабря 1715 года Гофт был по личной разметке Петра I через чин произведён в капитаны 1 ранга.
В сентябре 1716 года заведовал проводкой корабля «Москва» от Санкт-Петербурга до Котлина.
в 1717 году командовал линейным кораблём «Перл» в плавании с флотом до шведского острова Готланд. В июле, после возвращения флота, ван Гофт был послан в крейсерство в Балтийское море с двумя кораблями и пинком. Близ Аландских островов взял военный приз (шняву «Поллукс»), за это был награждён 500 рублей. В сентябре, пребывая в Ревеле, исполнял должность командующего флагмана ревельской эскадры.
1 ноября 1717 года произведён в капитан-командоры.
В 1718 году вновь крейсировал на корабле «Перл» в составе отряда русских кораблей в Балтийском море. Корабли отряда ван Гофта, находясь между островами Эзель, Готланд и берегом Курляндии, взяли 10 призов.
В мае 1719 года, вновь подняв брейд-вымпел на корабле «Перл», ван Гофт командовал отрядом из 3 кораблей, 3 фрегатов и пинка. Крейсировал с отрядом в Балтийском море, предпринял высадку на остров Эланд и взял 5 призов. После завершения кампании занимал должность командующего флагмана в Ревеле.
В 1720 году был послан в Балтийское море для действий против шведов с эскадрой в составе 7 кораблей и 1 фрегата (брейд-вымпел нёс на корабле «Перл»). После того, как на Балтике появился британский флот, возвратился в Ревель и оттуда с лучшими кораблями был послан к Котлину. Осенью с кораблём «Перл» крейсировал у мыса Дагерорд (Ристна).
В 1721 году, после вскрытия вод, вместе с ревельской эскадрой вышел на корабле «Перл» к аланду, выполняя задачу прикрытия русских галер, но появление в Балтийском море английского флота заставило эскадру ван Гофта вернуться в Ревель, ограничившись высылкой крейсеров к Дарерорду.
22 октября 1721 года ван Гофт был произведён в звание шаутбенахта.
В 1722 году по-прежнему командовал ревельской эскадрой, имея брейд-вымпел на корабле «Перл». Ходил с флотом в плавание в Финском заливе, посылал крейсера в плавание между Рогервиком и Дагерордом. В 1723 году, неся флаг на том же корабле, ходил с эскадрой в плавание в Финском заливе.
В 1723 году, выполняя обязанности командующего флагмана в Ревеле, принимал деятельное участие в приготовление русских кораблей к Мадагаскарской экспедиции.
В феврале 1724 года был послан в Санкт-Петербург для участия в деятельности Адмиралтейств-коллегии.
В ноябре 1725 года был послан на Сестрорецкие заводы для описи местных канцелярских дел, где 6 марта 1726 года умер.